# Fokker F.11
Pour les articles homonymes, voir F11.
Dimensions
Le Fokker F.11 est un hydravion à coque développé dans les années 1920. Construit à 7 exemplaires, il est utilisé comme avion de transport par l'USAAC.